# Villanueva de los Infantes (Valladolid)
Villanueva de los Infantes és un municipi de la província de Valladolid a la comunitat autònoma espanyola de Castella i Lleó.

## Demografia
| 1991 | 1996 | 2001 | 2004 |
| ---- | ---- | ---- | ---- |
| 161  | 158  | 145  | 140  |